# Katharine Cameron
Pour les articles homonymes, voir Cameron.
Ne pas confondre avec une autre Katharine Cameron mariée en 1850 à Henry Youle Hind.

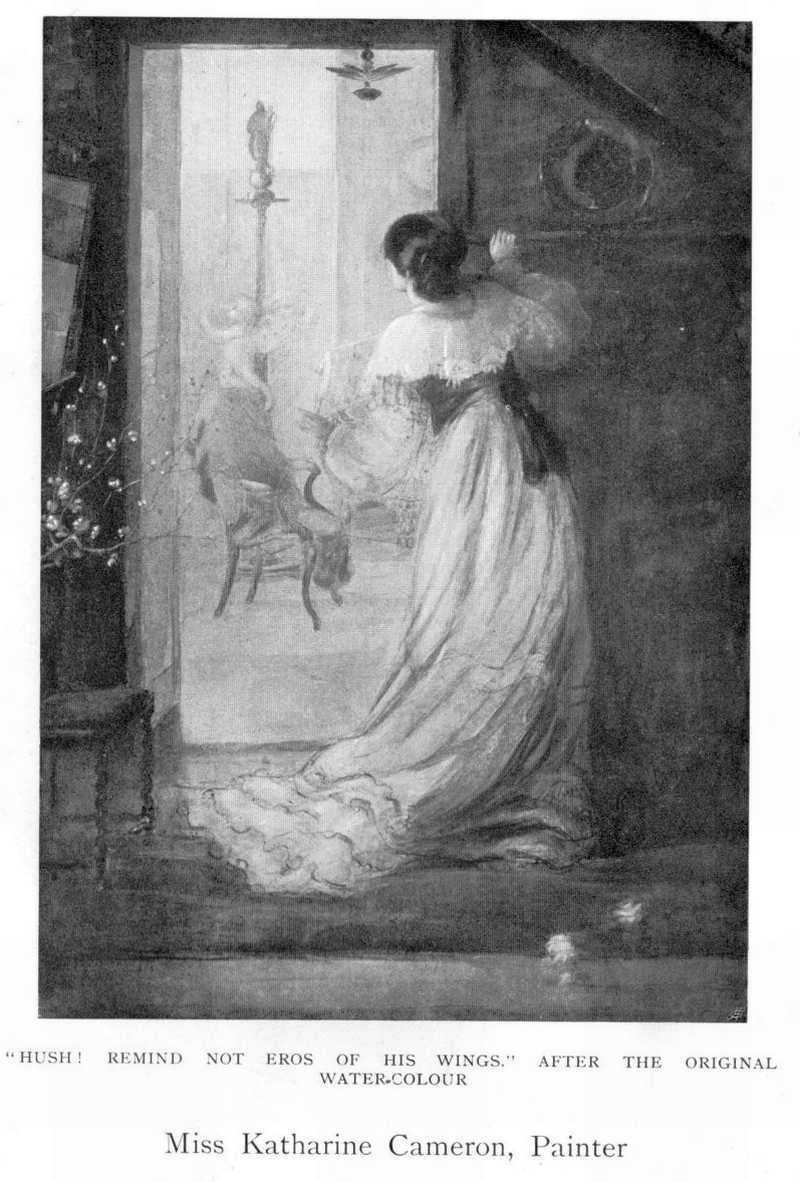
Hush ! remind not Eros of his wings

Katharine Cameron, née le 26 février 1874 à Glasgow et morte le 21 août 1965 à Édimbourg, est une illustratrice et une peintre écossaise.

## Biographie
Katharine Cameron est née le 26 février 1874 à Hillhead (un district de Glasgow). Elle est le huitième des neuf enfants de Margaret Johnston Robertson et du révérend Robert Cameron. Katharine Cameron est la sœur de David Young Cameron.
Elle a étudié sous Francis Henry Newbery à la Glasgow School of Art et a terminé ses études sous Courtois et Prinet à l'Académie Colarossi à Paris. Avant ses études à l'Académie Colarossi en 1902, elle a illustré The Magazine et The Yellow Book.
Elle expose en Écosse, Angleterre et aussi à Munich et à Berlin. Elle est membre de la Royal Scottish Watercolour Society (en).
Katharine Cameron est morte le 21 août 1965 à Édimbourg.